# Petromocho
El Petromocho fue el nombre atribuido a un escándalo político ocurrido en Asturias en 1993 a raíz de las negociaciones entre el gobierno de Asturias y Maurice Jean Lauze para la construcción de una petroquímica en Gijón.  Pocos días después de su anuncio, se descubrió que todo era un fraude y que Maurice Jean Lauze había estado engañando al gobierno regional.
El escándalo provocó la dimisión del entonces presidente de Asturias, Juan Luis Rodríguez Vigil y de su consejero de Industria, Victor Zapico. 

## Contexto

### Situación socioeconómica de Asturias
En el momento en el que saltó el caso, Asturias se encontraba sumergida en plena reconversión industrial, lo que había provocado una crisis económica que afectaba a la región. La tasa de paro en mayo del 1993 en España era del 20,1% y la recesión provocaba que los gobiernos buscaran alternativas económicas para la región.

### Elecciones generales de 1993
El escándalo se destapó en plena campaña electoral para las elecciones generales de 1993, a las que el gobierno de Felipe González se presentaba con gran debilidad y que serían las últimas que ganaría. González visitó Asturias hasta en dos ocasiones durante el transcurso del escándalo, incluso el día antes de la dimisión de Vigil, ambos habían acudido a la inauguración de una planta de Du Pont en la región.
El escándalo fue aprovechado por el Partido Popular para atacar al PSOE. Francisco Álvarez-Cascos acusó a los socialistas de "regalar 100.000 millones de pesetas a un banco árabe" y José María Aznar llegó a decir que su Gobierno sería de "solidaridad y cohesión, no de refinerías inexistentes".

## Cronología

### Negociaciones
Un falso intermediario francés, Jean-Maurice Lauze (cuya documentación estaba supuestamente verificada por un notario suizo, Roland Rochat), comenzó a negociar con el Gobierno del Principado de Asturias del socialista Juan Luis Rodríguez-Vigil en octubre de 1992, asegurando haber sido enviado de parte del Banco Internacional Saudí. Su propuesta era la de realizar una inversión de hasta 100.000 millones de pesetas en un proyecto para construir una refinería de petróleo en las cercanías del puerto de El Musel, en Gijón. La negociación llegó a durar hasta siete meses, y el proyecto estaba en camino de recibir una subvención estatal de 1.000 millones de pesetas. Se dio a conocer que con anterioridad a sus maniobras en Asturias había intentado una operación similar con el Gobierno de Andalucía, sin éxito.

### Anuncio oficial y revelación del fraude
El proyecto fue anunciado en mayo de 1993, siendo presentado como una de las mayores inversiones industriales jamás realizadas en España. La construcción comenzaría en 1994 y se completaría en 1998. La refinería, con una capacidad de producción de 180.000 barriles al día, crearía hasta 4.000 puestos de trabajo.
Apenas una semana después (y a tan sólo dos de las elecciones generales en España) el diario gijonés El Comercio, tras una investigación realizada por tres de sus redactores, destapó el fraude. El Banco Internacional Saudí confirmó que no tenía ningún conocimiento del proyecto anunciado, y saltó el escándalo: la ingenuidad del gobierno asturiano parecía haber llegado al punto de dejarse engañar por un simple intermediario durante meses.

### Reacciones
El Gobierno asturiano, con el presidente Rodríguez-Vigil y el consejero de Industria Víctor Zapico a la cabeza, se mostró públicamente confundido por los hechos y reconoció que no sabía en absoluto el objetivo del montaje, aunque aseguró que Lauzet no percibió ninguna cantidad económica durante las negociaciones.
Además, el portavoz del Gobierno, llegó a sugerir en público la posibilidad de que todo fuera un plan para desacreditar al PSOE.[cita requerida]

## Consecuencias
Tras desvelarse el fraude, el presidente del Principado de Asturias, Juan Luis Rodríguez Vigil, anunció su dimisión como presidente del Principado de Asturias. Ese mismo día dimitió también el consejero de industria, Victor Zapico, quién había llevado la negociación.
En su carta de renuncia, Vigil reconoció «errores importantes» en la actuación de Víctor Zapico por no comprobar la veracidad de las palabras del presunto intermediario francés. Aun así, admitió su responsabilidad al haber sido él quién le había nombrado consejero.

«no haría honor a mis principios ni a mi sentido de la dignidad y de la honradez si me limitara a achacar culpas a mi subordinado. Yo le he nombrado y yo debo responder. En mi partido, en el PSOE, me han enseñado muchos viejos y queridos compañeros que no basta con ser honrado, que lo soy y lo tengo a gala, sino que hay que responder también con dignidad ante los errores, propios o de subordinados. Esa es la moral que yo he aprendido y la que practico».
Juan Luis Rodríguez-Vigil

Pocos días después, acudió a la Junta General del Principado a dar explicaciones sobre el escándalo. En el momento en el que daba explicaciones sobre el caso y tras asegurar que las sociedades presididas por Maurice Jean Lauze tenían un capital social de una libra, rompió a reír compulsivamente.

### Condena judicial
Un año después Jean-Maurice Lauze, un antiguo miembro de la OAS que tras instalarse en España había sido relacionado con distintas estafas, fue condenado en este caso a un año de prisión y multa de 250.000 pesetas por falsedad documental continuada, pena que no llegó a cumplir por carecer de antecedentes penales. La sentencia estableció un móvil económico, pero sobre el asunto sobrevoló la sospecha de que este no se había aclarado completamente, en especial en lo referente a posibles comisiones o adelantos durante la negociación.

### Incógnitas
A pesar de la lejanía del caso, aún a día de hoy se desconocen cuales eran las intenciones de Lauze, ya que según afirmó el gobierno regional en varias ocasione; y corroboraría la sentencia, el intermediario nunca llegó a percibir compensación económica. El acuerdo fijaba además que la petroquímica recibiría una serie de subvenciones para financiarse, sin embargo estas no serían percibidas hasta que el complejo no estuviera en construcción.

## Personajes clave
A continuación se listan a las personas que estuvieron implicadas, directa o indirectamente, en el escándalo del Petromocho de 1993.
- Juan Luis Rodríguez-Vigil. Era presidente del Principado en 1993. Si bien no negoció directamente con Maurice Jean Lauze, se vio obligado a dimitir tras conocerse la magnitud de escándalo.
- Victor Zapico. Era Consejero de Industria en 1993. Fue él, junto a Sitges, quienes negociaron la implantación del complejo petroquímico. No permitió que los técnicos entraran en la negociación al considerar que era un tema demasiado delicado. Dimitió el mismo día que Vigil.
- Maurice Jean Lauze. Fue la pieza central del escándalo. Se hizo pasar por un intermediario del Banco Internacional Saudí. Según el gobierno no percibió ninguna compensación ni comisión por su labor. Fue el único imputado y condenado por falsedad documental.
- Juan Blas Sitges. Miembro de una conocida familia industrial asturiana, fue quién puso a Lauze en contacto con el Gobierno de Asturias y quién avaló la actuación del intermediario.